# Baiswara
Baiswara és el nom de diverses comarques principalment a Madhya Pradesh (Índia) donat per haver estat possessió dels rajputs bais. La comarca principal amb aquest nom era la formada per 22 parganes a la part oriental del districte d'Unnao, la part occidental de Rae Bareli i la part sud de Lucknow, amb uns 5000 km².
Els bais rajputs van esdevenir importants al segle XIII quan dos caps, Abhai Chand i Nirbhe Chand que suposadament venien de Mungi Patan al Dècan, van rescatar a Gautam Rani d'Argal que era atacada pel governador musulmà d'Oudh. Nirbhe Chand va morir de les ferides en combat i el raja d'Argal va donar la seva filla en matrimoni a Abhai Chand, que es va establir a Daundia Khera. El dècim successor fou Tilok Chand, que vivia vers 1400 i va estendre el poder dels bais a la comarca que va agafar el nom de Baiswara, i va esdevenir el principal noble d'Oudh; fou enemic dels musulmans com els seus successors; va derrotar el raja chauhan de Mainpuri que li va donar la seva filla en matrimoni, tot i que els bais eren considerats inferiors als chauhans. Al segle XVIII la valentia dels caps de Baiswara fou tinguda en compte per Saadat Khan, fundador de la dinastia de nawabs d'Oudh amb capital a Lucknow; Bainswara va formar dins de l'Oudh una divisió administrativa. El 1856 Oudh va passar als britànics encara que degut al motí del 1857 no es va fer efectiva fins al 1858/1859. Va formar llavors la divisió de Baiswara amb els districtes de Rae Bareli, Partabgarh i Sultanpur (els dos darrers districtes no tenien relació amb Baiswara). El sobirà local, maharaja Digbijai Singh va salvar a alguns sobrevivents de la massacra de Cawnpore que van arribar a Baksar el 1857 i per això va rebre terres a Oudh en recompensa i fou fet cavaller de l'Imperi.